# El Maderal

El Maderal  est une municipalité de la province de Zamora (Castille-et-León, Espagne).

## Source
- (es) Cet article est partiellement ou en totalité issu de l’article de Wikipédia en espagnol intitulé « El Maderal » (voir la liste des auteurs).